# Четвёртая волна феминизма

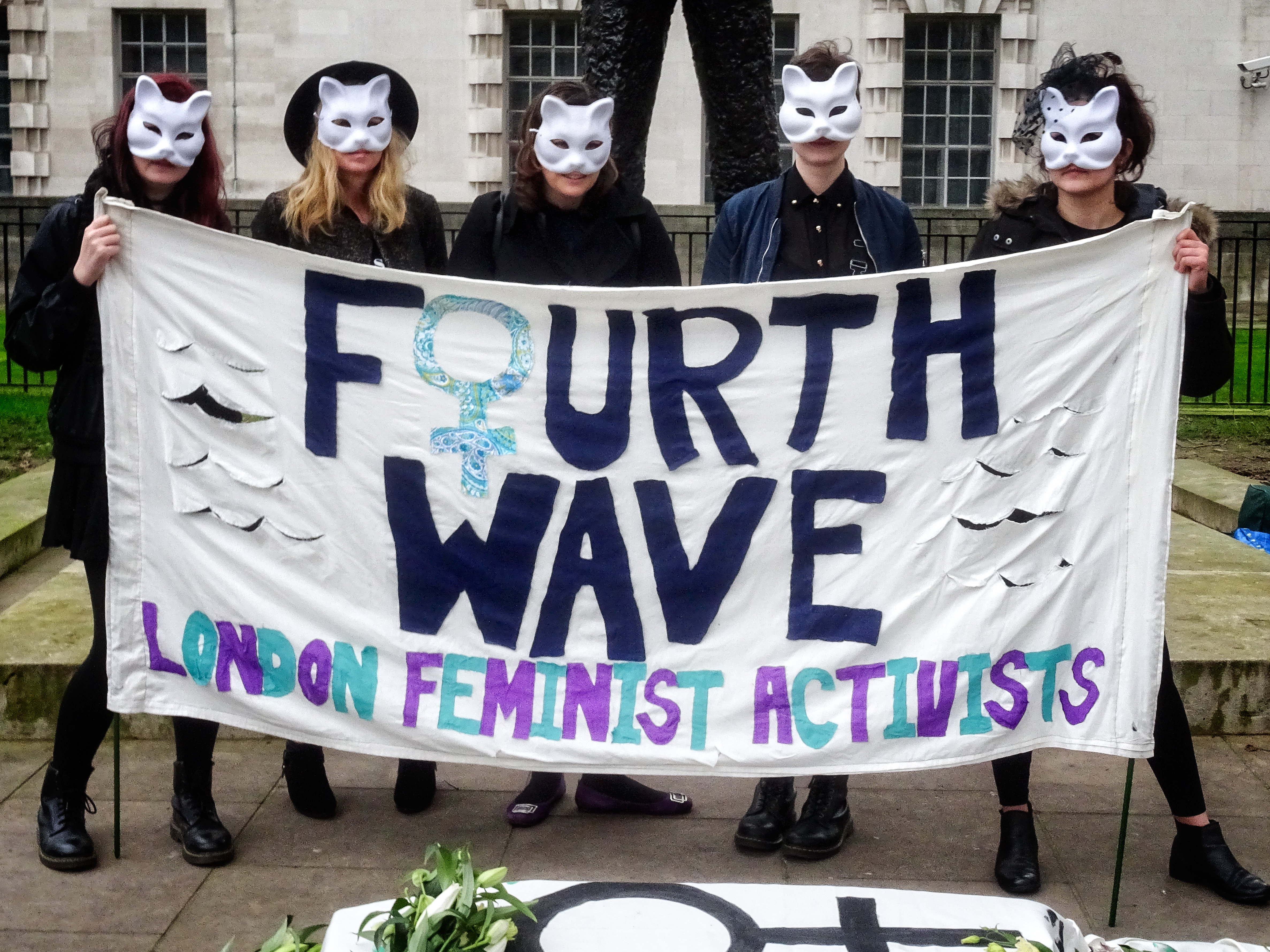
Активистки четвёртой волны феминизма, Лондон, 2017

Четвёртая волна феминизма — это ветвь феминистского движения, отделившаяся около 2012 года, которая делает акцент на расширении прав и возможностей женщин, использовании интернет-инструментов и интерсекциональности. Четвёртая волна стремится к большему гендерному равенству, уделяет особое внимание гендерным нормам и проблеме маргинализации женщин в обществе.
Четвёртая волна феминизма подчеркивает интерсекциональность и взаимосвязь систем власти, а также то, как они способствуют социальному расслоению традиционно маргинализированных групп, таких как цветные женщины и транс-женщины. Феминистки четвёртой волны выступают за более широкое представительство этих групп в политике и бизнесе и утверждают, что общество было бы более справедливым, если бы политика и её практическое воплощение в жизни включали точки зрения всех людей.
Феминизм четвёртой волны выступает за равную оплату труда. А также за то, что равные возможности, к которым стремятся девочки и женщины, должны распространяться также на мальчиков и мужчин. Выступают за преодоление гендерных стереотипов (например, возможность свободно выражать эмоции и чувства, физического самовыражения, права на родительство и декретный отпуск). А также за использование СМИ и социальных сетей для сотрудничества, мобилизации и выступления против людей, злоупотребляющих властью. Феминистки четвёртой волны стремятся расширить права и возможности женщин и добиться справедливого наказания за нападения и домогательства.

## История возникновения
Некоторые феминистки утверждают, что в 1980-х годах консервативные деятели, такие как Маргарет Тэтчер и Рональд Рейган, оспаривали достижения феминисток к тому моменту. В то же время феминистки в Северной Америке, Латинской Америке и Европе преуспели в некоторых из своих целей, включая создание государственных институтов, которые открыто продвигали права женщин или участие феминисток в правительстве; эти институты, однако, также ослабили феминистские движения, позволив государству взять на себя реализацию феминистских целей.
Европейский и латиноамериканский феминизм четвёртой волны зародились в 1990-х годах, когда помадный феминизм и потребительский феминизм стали подходить к концу, а феминистские активисты отвергали квир-теорию, которую поддерживали американские учёные. Феминизм четвёртой волны развивался медленно, но смог распространиться глобально при помощи СМИ и интернета. Четвёртая волна возникла из нового поколения женщин, которые в основном не были информированы о предыдущих ступенях феминизма из-за своего образования в средней школе, колледжах и университете. Знания о феминизме приобретались неформально, и было создано виртуальное сообщество, в котором феминистки узнавали, что «личное — это политическое». Оно возникло стихийно. Феминизм четвёртой волны, как и другие волны до него, в этот период не предполагал существования единой идеологии, единодушия сторонников или коллектива. Речь шла о том, чтобы объединиться в группы для совместной работы над достижением общей цели — положить конец насилию в отношении женщин, дать им свободу выбора желаемого пути. Это объединение женщин было основано на взаимных обязательствах и поддержке.
Начало четвёртой волны феминизма в Испании связано с убийством Анны Орантес. 17 декабря 1997 года муж сжег её в их доме в Гранаде. Поводом послужило публичное выступление Анны Орантес на телеканале «Canal Sur», где она заявила о физическом насилии со стороны мужа. В начале четвёртой волны испанский феминизм использовал телевидение и газеты в качестве основных средств борьбы. Смерть Орантес вывела тему гендерного насилия из закрытости внутрисемейной проблемы и привлекла к ней внимание всей страны. Это привело к тому, что Телевизионная корпорация Испании изменила свою политику в отношении того, как следует сообщать о гендерном и сексистском насилии. Подобные дискуссии имели место и в других телеканалах и медиа-организациях по всей стране. Шутки о женщинах, которых бьют парни и мужья, перестали быть приемлемыми на испанском телевидении. Журналисты из El Mundo, El País и Infolibre были одними из первых представителей четвёртой волны феминизма в Испании, которые использовали своё положение в СМИ для обсуждения вопросов, в основном связанных с сексистским насилием и его изображением в СМИ. Позже они продолжили говорить о проблемах с равной оплатой труда мужчин и женщин в Испании, и о стеклянном потолке для них, а также продвигали активизм в интернете.
Поскольку латиноамериканский феминизм четвёртой волны охватывает одновременно различные движения, многие из которых находятся в противоречии друг с другом, некоторые относятся к латиноамериканским «феминизмам» во множественном числе. Одно из наиболее противоречивых движений возникло как реакция на квир-феминизм и постмодернистский феминизм с отказом признания этих теорий. Это движение состоит из активистов, выступающих против прав трансгендерных людей. Они отвергают работы таких учёных-феминисток как Джудит Батлер, выступают против большей части теории феминизма. При этом они стремятся создать направленное против прав ЛГБТ движение под эгидой феминизма, а также опредяляют «женщину» в рамках циссексизма, как исключительно цисгендерную и неинтерсексуальную. Представители этого движения выступают против ценностей квир-феминистского движения, называя его не инклюзивным, а ослабляющим феминизм и стирающий женщин. Джудит Батлер и другие постмодернистские феминистки имеют прямо противоположную позицию: по их мнению, половой эссенциализм и трансфобия препятствуют сплочению женщин и являются причиной невозможности феминистского движения удерживать свои позиции.
В то время как квир-феминизм является инклюзивным за счёт расширения бинарных и циснормативных концепций гендера, эти латиноамериканские феминистки утверждают, что Батлер пыталась стереть концепцию женской природы и, следовательно, женщин как политических субъектов. Они отвергают гендерные исследования, являющиеся основопологающей базой современного феминизма, называя их заговором для сокрытия женщин из академических кругов. Определяя идентичность через биологию вместо гендера и заменяя постмодернистские концепции женственности патриархальной идеологией гендерного эссенциализма, они преподносят квир-феминизм как заговор для укрытия «мужских» агрессоров (к которым они относят транс-женщин) и угнетения женщин. В настоящее время исключающие транс-людей активисты являются меньшинством в феминистском движении, а их сведение идентичности к упрощённой биологии противоречит мейнстримному феминизму. В трансфеминизме подобные взгляды обозначаются не только как трансфобные, но и как антифеминистские. Рядом исследователей данное антитрансгендерное движение относится к группе ненависти, выдающей себя за феминизм (то есть, являющееся антифеминистским).

## Определение
Британская журналистка Кира Кокрейн и британский исследователь феминизма Пруденс Басси-Чемберлен описывают суть четвёртой волны в сосредоточении внимания на справедливости для женщин, особенно на противодействии сексуальным домогательствам (включая уличные домогательства), насилию в отношении женщин, дискриминации и домогательствам на рабочем месте, бодишеймингу, сексистским изображениям в СМИ, женоненавистничеству в интернете, сексуальному насилию в студенческой среде и нападениям на общественном транспорте, а также нормализации изнасилования. Они также говорят, что четвёртая волна поддерживает интерсекциональность, активность в социальных сетях и онлайн-петиции. Её суть, как пишет Чемберлен, заключается в «недоверии к тому, что определённые взгляды в обществе все ещё могут существовать». Мероприятия и организации, вовлечённые в четвёртую волну феминизма, включают Everyday Sexism Project, UK Feminista, Reclaim the Night, One Billion Rising и «Протест журналов Lose the Lad’s».
Феминистки третьей волны начали вводить понятие мужских привилегий в своих трудах в 1990-х годах, а феминистки четвёртой волны продолжают обсуждать это в академических кругах и в социальных сетях. Американка Пегги Макинтош была одной из первых феминисток, описавших феномен привилегий в 1988 году, назвав его (в отношении привилегий белых) «невидимым невесомым рюкзаком со специальными припасами, картами, паспортами, кодовыми книгами, визами, одеждой, инструментами и бланками проверки». Феминистки четвёртой волны приняли меры по сокращению мужских привилегий и борьбе с этим «рюкзаком», повышая осведомлённость о привилегированных и непривилегированных группах. Эти феминистки считают, что мужчины и другие привилегированные группы всё ещё могут принимать меры для социальных изменений в своих сообществах.
Лондонский писатель Никки ван дер Гааг обсуждает пагубные последствия привилегии в воспитании маленьких мальчиков, ссылаясь на Консультативную группу по воспитанию и развитию детей младшего возраста: «склонность отдавать предпочтение мальчикам […] не учит мальчиков ответственности и не разъясняет, что будут ожидать от них». Феминистки четвёртой волны начали продвигать решения, позволяющие избежать этих проблем, например воспитывать детей в нейтральном гендерном отношении. Профессор нейробиологии Чикагской медицинской школы Лиз Элиот отмечает, что младенцы и растущие дети настолько впечатлительны, что любые незначительные различия в воспитании ребёнка со временем могут привести к большим личностным различиям, что приведёт к усилению гендерных стереотипов.
Феминистки четвёртой волны утверждали, что усиление гендерных стереотипов заставляет мужчин быть кормильцами, в отличие от женщин, которые чувствуют себя обязанными брать на себя роль хранительниц домашнего очага. Феминистки утверждают, что это принуждение к социальному соответствию может вызвать гендерную дискриминацию на рабочем месте и в более широком смысле в обществе. По данным «Pew Research», большинство женщин, работающих в коллективах, где преобладают мужчины, считают, что сексуальные домогательства являются проблемой в их отрасли.

## Интерсекциональность
Британский профессор маркетинга и исследователь потребления Полин Макларан утверждает, что, хотя знаменитости находятся в авангарде феминизма четвёртой волны, свободный доступ к информации позволил движению привлечь больше внимания к экономическому неравенству, с которым сталкиваются женщины, чем это было возможно прежде.
Более инклюзивные для сообщества ЛГБТ+ феминисты четвёртой волны, такие как Джейкоб Бухер из Университета Бейкера, протестовали против стереотипов, касающихся предполагаемого неконтролируемого сексуального желания мужчин и объективизации женщин. Он заявляет, что такие стереотипы осуждают мужчин-геев, потому что они выходят за рамки типичных стандартов мужественности.
Британский историк Аманда Викери утверждает, что феминизм четвёртой волны маргинализирует цветных женщин, которые борются за инклюзивность, игнорируя конкретные несправедливости, с которыми они сталкиваются, в пользу мейнстримной борьбы.
Канадский историк искусства Рут Филлипс утверждает, что феминизм четвёртой волны входит в более широкую повестку финансовых, политических и экологических проблем и признан ключевым фактором в борьбе с бедностью, улучшении здоровья женщин и достижении экономического роста.
В Латинской Америке в феминизме четвёртой волны концепцией, аналогичной интерсекциональности, стала трансверсальность. В нём описывается «форма феминизма, которая обращается к широкому кругу вопросов в попытке представить неоднородность общества». Примеры включают рассмотрение колониализма и расизма, экономических вопросов и проблем ЛГБТК.

## Критика
Одно из критических замечаний по поводу феминизма четвёртой волны заключается в том, что он зависит от технологий. Рагна Рёк Йонс утверждал, что «ключевой проблемой, с которой столкнётся 4-я волна, будет непропорциональный доступ к цифровым мультимедийным устройствам и владение ими». Четвёртая волна осталась с «врождённым классизмом и эйблизмом», созданным путём предоставления наибольшего голоса тем, кто может позволить себе и использовать технологии. В то время как рост доступности социальных сетей в регионах, страдающих от повсеместной социальной несправедливости, остаётся медленным.
Критики утверждают, что попытки крупных корпораций, таких как «Dove», извлечь выгоду из феминисткого движения через активистскую рекламу, могут быть враждебны феминизму четвёртой волны, который критикует капитализм как экономическую систему.
Консервативная критика феминизма четвёртой волны состоит в том, что, если женщины считают, что мир настроен против них через социальные системы, такие как патриархат, они откажутся от борьбы вместо того, чтобы соревноваться с мужчинами на равных. Автор Джоанна Уильямс пишет в «Американских консерваторах», что феминизм четвёртой волны побуждает женщин «обращаться к внешним помощникам, например к государству, и к уродливой политике идентичности, отталкивающей хороших мужчин». Уильямс также связывает движение с «регрессивными левыми», утверждая, что феминистки четвёртой волны авторитарны и нелиберальны, диктуют приемлемые идеологии и контролируют речь мужчин и женщин.
Одной из слабых сторон четвёртой волны считается интернет-активизм. Когда люди участвуют в интернет-активизме, они могут не чувствовать необходимости делать что-либо ещё, чтобы помочь реальными усилиям. Этот тип активности рассматривается в песне феминистской панк-группы Le Tigre 2001 года «Get Off the Internet», которая возникла ещё до появления социальных сетей. Позже, в 2015 году, Алекс Гуардадо утверждал в статье об активности в Твиттере, что после того, как они высказали своё мнение, люди просто «продолжают свой день, лайкают другие сообщения или ретвитят». Некоторые могут считать себя активистами, но никогда не потрудятся посетить митинг или распространить свое послание за пределы своих подписчиков. В то время как различные феминистские кампании распространились через социальные сети, термин «слактивизм» был придуман для обозначения пользователей средств массовой информации, которые могут высказываться на своей онлайн-платформе, но мало что делают за пределами своей онлайн-платформы. Это является частью более широкого диалога, посвященного ролям и требованиям активизма в эпоху интернета.
Женщины и их гендерные проблемы не одинаковы, и многие различия являются результатом связанных проблем, таких как раса, сексуальность и класс. Часто предметом критики становится то, что феминизм четвёртой волны сосредоточен на борьбе за права белых женщин среднего класса. Социальные кампании, в которых знаменитости выступают в качестве лица движения, такие как движение «Me Too», подвергались критике, потому что знаменитости часто представляют привилегированные слои общества, что, в свою очередь, сводит на нет усилия по расширению интерсекциональности феминизма.
Весь нарратив четвёртой волны подвергается критике из-за представлений о том, что оно включает только западные феминистские движения и что сама четвёртая волна имеет место на глобализованном севере, часто игнорируя борьбу женщин в других регионах.
Также критики феминизма четвёртой волны указывают на отсутствие четких доказательств и критериев в большинстве дискуссий, происходящих в социальных сетях. Наряду с этим некоторые утверждают, что, хотя проблемы, поднимаемые феминизмом четвёртой волны актуальны, более мелкие проблемы не должны раздуваться феминистским движением. Одним из примеров этого является ответ Мэтта Дэймона на дело Харви Вайнштейна: «Я действительно считаю, что существует целый спектр поведения, не так ли? […] Есть разница между, вы знаете, похлопывание кого-то по заднице и изнасилованием или педофилией, верно?» Социальные сети также могут рассматриваться как неэффективные, поскольку они производят фейк-личности, а не «создают другой язык или логику, которые могут помочь искоренить угнетение», как описывает Сара К. Берджесс.